# Типи Хедрен
Натали Кеј „Типи” Хедрен (енгл. Nathalie Kay "Tippi" Hedren; Њу Улм, 19. јануар 1930) америчка је глумица, активисткиња за права животиња и бивши модел. Најпознатија је по улози Мелани Данијелс у култном хорору Алфреда Хичкока, Птице из 1963. За ову улогу награђена је Златним глобусом за нову звезду године и касније проглашена једном од првих „краљица вриска”.
Тумачењем насловне улоге у још једном Хичкоковом филму, Марни (1964), постала је једна од првих филмских партнерки Шона Конерија. Хедрен је позната и по главној улози у последњем филму Чарлија Чаплина, Грофица из Хонгконга (1967).
Имала је споредне и епизодне улоге у неколико популарних телевизијских серија, као што су Градић Провиденс (2000), Место злочина: Лас Вегас (2008) и Кугар таун (2013). Накратко се бавила и гласовном глумом, пошто је позајмила глас неколико ликова из анимиране серије Бетмен.
Године 2003. Типи Хедрен је добила своју звезду на Холивудској стази славних за улоге у играним филмовима. Шест година касније, добила је и звезду на Стази славних испред Театра у Оринди.
У досадашњој каријери, дугој 70 година, Хедрен се појавила у преко 80 филмова и телевизијских серија. Награђена је са више од 50 награда и признања.
Хедрен започиње одлучну борбу за спашавање животиња од 1969, када је, снимајући филмове по Африци, схватила у колико тешкој ситуацији се налазе афрички лавови. У покушају да подигне свест о угрожености дивљих животиња, провела је наредну деценију припремајући заједно са својим тадашњим супругом филм Роар, који је премијерно приказан 1981. Током 1983. основала је своју непрофитну организацију, под називом Roar Foundation, као и уточиште за дивље животиње, Shambala Preserve, које јој омогућује да настави свој рад и води бригу о повређеним лавовима и тигровима. Хедрен је основала и неколико хуманитарних програма који за циљ има помоћ гладнима и оштећенима у природним катастрофама, попут урагана и земљотреса. Имала је кључну улогу у развоју вијетнамско-америчких салона за нокте.
Њена ћерка, Мелани Грифит, и унука, Дакота Џонсон, такође су познате глумице.

## Приватни живот
Натали Кеј Хедрен рођена је у Њу Улму, у Минесоти, 19. јануара 1930, као ћерка Бернарда Карла Хедрена и Доротеје Хенријете (девојачко Екхард) Хедрен. Има једну сестру, Пати Дејвис. Током већег дела каријере, погрешно је представљана као да је рођена 1935. Међутим, Хедрен је 2004. године, јавно објавиле да је та информација нетачна и да је она заправо рођена 1930, што је и потврдила индексом регистрације рођених из Минесоте.
Њен отац је пореклом Швеђанин, док мајка има немачко-норвешке корене. Отац јој био власник мале продавнице у Лафејету и дао јој је надимак „Типи” који је користила као псеудоним током читаве глумачке каријере. Када је имала 4 године, преселила се са породицом у Минеаполис. Као тинејџерка учествовала је на модним ревијама у робним кућама. Родитељи су јој се преселили у Калифорнију док је Хедрен похађала средњу школу.
На свој 20 рођендан купила је карту за Њујорк, где је убрзо постала модел и прикључила се модној кући Ајлин Форд. Кроз пар година започела је глумачку каријеру у филму Хенрија Левина, Лепа девојка. Хедрен је након тога одбијала неколико понуда од продуцената, пошто је није интересовала глумачка каријера, с обзиром на то да је знала колико је тешко успети у њој.
Године 1952. Типи је упознала 18-годишњег Питера Грифит, који је био некадашњи популарни дечији глумац, а касније се бавио маркетингом. Пар се венчао за пар месеци и 1957. добио ћерку, Мелани Грифит. После седам година брака, Хедрен и Грифит су се развели током 1961. Након тога, она се са ћерком враћа у Калифорнију и изнајмљује скупоцену кућу у Лос Анђелесу. У једном од каснијих интервјуа, Хедрен се осврнула на тај период живота и изјавила: „Мислила сам да ћу моћи да наставим са својом каријером, као док сам била у Њујорку. Мислила сам да ће све бити у савршеном реду, али није било.”
Дана 22. септембра 1964. Хедрен се удаје за свог тадашњег агента, Ноела Маршала, који је каснио био продуцент у три филма у којима је Хедрен тумачила главну улогу. Развели су се током 1982. Године 1985, удала се за произвођача челика, Луиса Баранеча. Хедрен се од Баранеча развела после 10 година брака, током 1995. Након тога, била је верена за ветеринара, Мартина Дајнса, од 2002. до њиховог раскида средином 2008. У септембру 2008. Хедрен је изјавила да још увек чека неког ко ће је „оборити с ногу”.
Хедрен је имала важну улогу у отварању вијетнамско-америчких салона за нокте. Током 1975. била је међународни координатор хуманитарне организације Храна за гладне и почела је да посећује избеглице у Сакраменту. Када је сазнала да постоје жене заинтересоване за маникир и педикир, унајмила је неколико стручњака да их обуче и у сарадњи са школом лепоте помогла им да дођу до посла. Типин рад са избеглицама био је тема документарног филма Срећне руке, који је награђен као најбољи у категорији кратких документараца на међународном филмском фестивалу у Сономи 2014. године. У јануару 2014. неколико компанија за негу ноктију основале су „Типи Хедрен стипендију”, као подршку професионалном образовању за креативни дизајн ноктију.
Хедрен је годинама патила од мигрене, због чега је морала да откаже бројне пројекте, укључујући и телевизијску серију од продуценткиње Бети Вајт. Након што је ставила титанијумску плочу на врат, ситуација се поправила и уз одобрење од својих лекара Хедрен је одлучила да прихвати улогу у сапуници Кућа моде. Док је спремала једну од сцена, балон воде пао јој је на главу са плафона. Мигрена се након тога вратила и наставила да јој ствара проблеме. Хедрен је одлучила да тужи продукцију и наплати одштету, али је њен адвокат, Џозеф Ален, направио грешку при судском процесу која је омогућила оптуженој страни да блокира њену тужбу. Заузврат, Хедрен је тужила Алена за злоупотребу положаја. У децембру 2013, Холивуд репортер је објавио да је Хедрен добила суђење и накнаду већу од 1 500 000 $. Међутим, Хедрен је била погођена овим чланком, пошто новац заправо није добила. У интервјуу је објаснила да њен бивши адвокат нема да јој исплати толико новца и додала да ју је чланак ставио у незгодну ситуацију јер је њеним фондацијама у том тренутку „очајнички била потребна помоћ”. Изјавила је: „Сва је прилика да никада нећу ни видети тај новац, а оно што посебно боли у свој овој патњи је то што је објављивање овог исхитреног чланка, свим људима широм света који су били великодушни да помогну мојим фондацијама, рекло да ми њихова помоћ више није потребна”.

## Каријера

### Почеци (1950—1960)
Већ почетком 1950-их Хедрен је била веома успешна као модел. Добила је своју прву улогу у романтичној комедији Лепа девојка, али пошто је у питању био само камео, није била ни потписана. Пошто никада није планирала да се бави глумом, почела је са снимањем реклама и од њих је зарађивала све док није добила позив од Алфреда Хичкока.

### Сарадња са Хичкоком (1961—1964)

#### Почетак сарадње
На петак 13. октобра 1961. добила је позив од агента који јој је саопштио да је један продуцент заинтересован да ради са њом. Када јој је речено да се ради о Алфреду Хичкоку, који ју је видео у реклами за дијетално пиће, Сиго, пристала је да са њим потпише уговор на седам година. Током њиховог првог састанка, Хичкок и Хедрен су причали о свему осим о улози коју је предвидео за њу. Хедрен је недељама била убеђена да он жели да јој понуди епизодну улогу у његовој телевизијској серији. Хичкок је о Хедрен касније рекао: „Није ми било од примарне важности како она изгледа уживо. Најважније је било њено појављивање на екрану и то ми се допало од првог момента. Видело се да има стила, да има квалитете једне даме, које су некада добро представљале глумице попут Ајрин Дан, Грејс Кели, Клодет Колбер, и друге, али у садашњости веома ретке глумице.”
Хичкок је урадио тест-снимање са Хедрен на скупоценом екрану у боји, са глумцем Мартином Балсамом, као што је радио и на другим својим филмовима, попут Ребеке. Снимање је трајало два дана и коштало 25 000 $. Према Балсамовим речима, Хедрен је била веома нервозна, али је проучавала сваку реченицу коју треба да изговори, правила је сваки покрет онако како јој је речено и трудила се да све уради исправно. Хичкок је тражио од дизајнера Едита Хеда да дизајнира одећу за Хедрен и у приватном животу, а он јој је делио савете око вина и хране. Такође, тражио је да у јавности користи само псеудоним „Типи”. Медији су углавном игнорисали овај захтев редитеља, који је мислио да је Хедренин мистериозан и другачији од осталих. Хичкок је у потпуности био импресиониран њом. Дизајнер продукције, Роберт Бојл, описао је њихов однос следећим речима: „Хич је увек волео жене које су се понашале као праве даме. Типи је била оличење тог квалитет.”
Неколико дана касније, Хедрен је позвана на ручак са Хичкоком, његовом женом Алмом и председником Јуниверсал пикчерса, Луом Васерманом. Након ручка добила је на поклон златни брош са три птице у лету, украшене ситним бисерима и Хичкок ју је тада упитао да ли жели да тумачи главну улогу у његовом предстојећем филму Птице. Хедрен се у једном од интервјуа присетила тог догађаја: „Била сам шокирана. Никада и није пало на памет да ће ми бити понуђена главна улога у тако великом филму. Имала сам сузе у очима”.

#### Птице
Птице (1963) биле су Типин званичан филмски деби. Хичкок је постао њен инструктор драме и дао јој потребно образовање о стварању филмова, док је она присуствовала великом броју састанака и конференција на којима се говорило о филмским сценаријима, музици и фотографији. Хедрен је касније изјавила: „Вероватно сам за те три године научила оно за шта би ми иначе требало бар 15 година”. Научила је како да изврши прелом сценарија, како да постане други лик, како да проучи односе између различитих ликова. По Хичкоковом захтеву, нашла се у улози Мелани Данијелс. Учење од Хичкока и рад са њим на почетку каријере, Хедрен је описала на следећи начин: „Он глумцу даје веома мало простора. Саслушаће то што имате да му кажете, али у глави има врло јасно дефинисан план о томе како жели да се његови ликови одглуме. Са мном, то је било и за очекивати, пошто нисам била глумица и нисам имала никаквог искуства. Прихватала сам свако његово упутство.”
Током снимања које је трајало 6 месеци, Хедрен је имала веома тесан распоред, пошто је недељно имала само једно слободно послеподне. У почетку снимање јој је било „предивно”. Хичкок је већ после пар недеља изјавио да је Типи изванредна и рекао: „Она је већ достигла глумачки квалитет у тематици терора.” Насупрот томе, Хедрен се присетила снимања сцене последњи напад птица на поткровљу и изјавила да је то био најгори дан у њеном животу. Пре снимања, упитала је Хичкока који би био мотив да њен лик оде на поткровље, а његов одговор је био: „Зато што ја тако кажем!” Након тога, уверавали су је да ће се за снимање проблематичне сцене користити механичке птице. Уместо тога, Хедрен је снимала изузетно опасну сцену са правим птицама, пошто механичке наводно нису радиле. Када је једна птица слетела на њен образ и умало јој ископала око, исцрпљена Хедрен је растерала све птице са себе и почела да плаче. Лекари су захтевали недељу дана паузе. Хичкок је протествовао пошто су све остале сцене биле завршене и више нико није имао шта друго да снима. Одговор лекара је био: „Је л' ти покушаваш да је убијеш?”  Хичкок је на крају донео одлуку о паузи, али му је, како глумица каже, то јако тешко пало.
Извршни продуценти Јуниверсал пикчерса, који нису подржавали Хичкоков избор глумице без искуства за главну улогу великог филма, били су импресионирани Хедренином глумом и Лу Васерман су је описао као „изванредну”. На промоцијама Птица, Хичкок је упућивао гомилу комплимената својој новој штићеници и упоредио је са Грејс Кели: "Типи има бржи темпо, градско држање и више смисла за хумор. Сигурна је, истрајна и атрактивна. Савршена јој иде читање реплика и има оштрију експресију (од Кели)".
Филм је премијерно приказан на престижном такмичењу, на Филмском фестивалу у Кану, у мају 1963. Хедренин перформанс похваљен је и у магазину Variety: „Поред птица, овај филм припада и Хедрен, која је имала упечатљив деби на великом платну. Морала је потпуно сама да изнесе филм, поготово првих 45 минута, пре првог напада са неба. Госпођица Хедрен има квалитет једне звезде, а Хичкок јој је пружио могућност да започне величанствену каријеру.” Хедрен је за улогу у филму Птице награђена Златним глобусом за нову звезду године, коју је тада поделила са Елке Зомер и Урсулом Андрес. Филмски магазин Premiere прогласио је њен лик, Мелани Данијелс, једним од најбољих филмских ликова свих времена.

#### Марни
Хичкок је био толико импресиониран Хедрениним глумачким способностима, да је одлучио да управо она тумачи насловни лик у његовом предстојећем филму, Марни (1964), романтичној драми помешаној са елементима психолошког трилера. Хедрен је била одушевљена предлогом и срећна што ће имати прилику да тумачи „тако компликован, тужан и трагичан женски лик”. Једном приликом је изјавила: „Сматрам да моја глума није толико методична, али савршено осликава моја осећања. Мислила сам да је Марни веома интересантан лик за тумачење и животна прилика која се не пропушта”. Плашила се да неће успети да изнесе тако захтевну улогу, али Хичкок ју је уверио да може то да уради. За разлику од Птица, где је добила неколико кратких инструкција како да глуми, за овај филм Хедрен је проучавала са Хичкоком сваку сцену.
Хедрен је изјавила да јој је Марни дража улога од два филма која је радила са Хичкоком, због изазова да тумачи улогу емотивно растројене младе жене, која путује од града до града и покушава да опљачка своје нове послодавце. Љубавни партнер на филму био јој је Шон Конери. Током снимања, Хичкок је Хедренину глуму прокоментарисао следећом реченицом: „перформанс за Оскара је у изради”. По премијери, филм је добио помешане критике и остварио веома разнолике зараде у различитим местима, али није био номинован ни за једног Оскара. Магазин Variety је написао: „Хедрен се враћа у веома захтевној улози. Госпођица Хедрен преузима улогу која је оригинално понуђена Грејс Кели за њен повратак глумачкој каријери. Био је то тежак задатак који је Хедрен испунила на задовољавајући начин”. Хедрен је касније изјавила да је Марни била „испред свог времена”, јер се тада није причало о томе како детињство утиче на касније периоде живота људи. Рекла је: „Дискутовање сексуалности и психологије била је табу тема, зато је филм многима био шокантан”. Упркос осредњим критикама у почетку, филм се сада сматра „ремек-делом”, а Хедренин перформанс једним од најбољих из свих Хичкокових филмова. Ричард Броди је испред магазина The New Yorker 2016. године написао: „Хедренин перформанс у том филму је један од најбољих у историји кинематографије”.

#### Проблеми у односима и злостављање
Марни је био други и последњи филм на коме је Хедрен сарађивала са Хичкоком. У јулу 1973. Хедрен је признала да је прекид сарадње био изазван великом променом у њеном стилу живљења. „Он (Хичкок) је био превише посесиван и превише захтеван. Мене нико није могао поседовати. Тада сам одлучила да прекинем”. Доналд Спото је 1983. објавио своју другу књигу о Хичкоку, под насловом Мрачна страна генија, и Хедрен је пристала да по први пут проговори о детаљима свог односа са режисером. Књига је постала врло контроверзна и наишла на оштре критике Хичкокових пријатеља који су тврдили да човек описан у књизи није онај кога су они познавали. Годинама након објављивања књиге, Хедрен није желела да прича о инцидентима са Хичкоком у интервјуима. Касније је објаснила због чега није могла раније да исприча своју причу: „Било је понижавајуће и увредљиво. Било је много особа због којих нисам желела да испричам то. Нисам желела да се ствар измакне контроли и направи ситуацију још гором него што је већ била.”
Према Спотовој књизи, Хичкок је од неколико својих сарадника на филму Птице тражио да пажљиво прате све што Хедрен ради: „када је напустила сет, где је отишла, кога је посетила, како је провела своје слободно време...” чак је проучавао и њен рукопис. Потом је почео да је саветује какву храну треба да једе, с ким треба да се виђа и како треба да живи. Рекао је осталим људима који су учествовали у стварању филма да им није дозвољено да разговарају са њом. Хедренин партнер у филму Птице, Род Тејлор, се касније присетио: „Хич је постајао веома надмен и похлепан према Типи, а ситуација је постајала све тежа и тежа по њу. Никоме није било дозвољено да јој се физички приближи током фазе продукције. Непрестано ми је говорио: Не дирај девојку након што ја кажем: Рез!” Хичкок је у неколико наврата покушавао да зграби и на силу пољуби Хедрен на задњем седишту аута, док су се возили на сет. Хедрен се пожалила његовој асистенткињи, Пеги Робертсон, и шефу студија, Луу Васерману, и постајала је веома несрећна због целе ситуације. „Али он је био Алфред Хичкок, велики и славни редитељ, а ја сам била Типи Хедрен, неискусна глумица без толиког поштовања”. Схватила је да не сме да га напусти, због седмогодишњег уговора који је била приморана да потпише на почетку сарадње, али и из страха да ће бити стављена на црну листу и да неће моћи да нађе посао. Чак се и Мелани Грифит присетила да је имала осећај да јој Хичкок одузима мајку, док је снимала Птице. Изјавила је: „Одједном, било ми је забрањено да посетим своју мајку у студију.”
Током снимања Марни, Хедрен је увиђала да Хичкоково понашање према њој постаје све горе и горе. „Сви, мислим, дословно сви су знали да је он опседнут са мном. Увек је тражио да на крају дана снимања останемо насамо и попијемо чашу вина или шампањца. У потпуности ме је изоловао од осталих глумаца и људи на сету.” Хедренина колегиница из филма Марни, Дајана Бејкер, касније се присетила догађаја са снимања: „Никада јој није било дозвољено да буде заједно са нама, осталим глумцима. Хич је захтевао да свака конверзације између ње и њега буде приватно, да остали не слушају. За мене тада ништа није могло да буде горе него да дођем на снимање и гледам га како се онако понаша према њој”.
Хичкок је једном приликом рекао Хедрен да непрестано сања како му она прилази и на уво шапуће: „Хич, волим те. Заувек ћу те волети”. Хедрен му је на то одговорила: „Али то је био само сан”, потом је под неким изговором напустила просторију. Веровала је да Хичкока не интересују њена осећања и касније се присећала како ју је пред снимање сваке сцене понижавао захтевајући да га дотакне: „Говорио ми је то тако да нико не чује, и то таквим тоном и са тим погледом, да ми је било јасно на шта је мислио”. Хедрен је пред крај снимања Марни тражила дозволу од Хичкока да изостане један дан са сета, како би отишла у Њујорк да прими награду за најперспективнију нову звезду у емисији The Tonight Show. Хичкок јој није дозволио, под изговором да ће пауза утицати на њен перформанс. На том састанку Хичкок јој је по први пут упутио „отворени сексуални захтев”.... Хедрен је тек 2008. открила шта јој је Хичкок том приликом тачно рекао: „Зурио је у мене и, као да је то најприроднија ствар на свету, једноставно рекао да убудуће од мене очекује да за њега будем сексуално доступна, како год, када год и где год он то пожели”. Ова његова реченица изазвала је „ужасну, ужасну свађу” према речима Хедрен.
Хедрен је тада саопштила Хичкоку да је то крај и да ће Марни бити њихова последња сарадња. У бројним каснијим интервјуима препричавала је разговор који су тада водили: „Рекла сам му: Хоћу да раскинемо уговор, он је одговорио: Не можеш. Имаш малу ћерку коју мораш да издржаваш, родитељи су ти остарили. Размислила сам и рекла му: Нико од њих не би желео да будем у овој ситуацији. Хоћу да прекинем! Он ми је запретио да ће ми уништити каријеру и урадио је то. Држао ме је под уговором и нисам ништа могла да радим наредне две године.” Хедрен се осетила толико пониженом да је на снимању Марни редитеља назвала „дебелом свињом” пред свим глумцима и људима који су радили на сету. Хичкок је то једино прокоментарисао у својој биографији: „Урадила је оно што никоме није дозвољено — подсмевала се мојој гојазности.” Након тога, Хедрен и Хичкок су комуницирали само преко треће особе до краја снимања филма. Према речима сценаристкиње Марни, Џеј Пресон Ален, Хичкок је био „луд за Хедрен”. Ален је такође изјавила и да је Хичкок имао Пигмалион ефекат према Типи. Неколико познатих редитеља је хтело да сарађује са Хедрен након њене свађе са Хичкоком, али он то није дозволио. Хедрен је касније изјавила да ју је највише заболело што је Франсоа Трифо желео да ради са њом, а Хичкок му је рекао да она није доступна. Хичкок је касније покушао да се помири са Хедрен и уради са њом још један филм, али она је одбила. Две године касније, Хичкок је коначно продао Типин уговор студију Јуниверсал пикчерс. Хедрен се након тога појавила у њихове две телевизијске серије, да би јој студио коначно скинуо уговорну обавезу након што је одбила да се појави у њиховој вестерн серији.
Године 2012. снимљен је филм о скандалу између Хичкока и Хедрен, под насловом Девојка (како је Хичкок звао Типи). Хичкока је тумачио Тоби Џоунс, а Хедрен Сијена Милер. Хедрен је описала филм као: „90 емотивно најнапетијих минута у њеном животу.” Филм је наишао на веома помешане реакције, пошто су многи људи који су били пријатељи са Хичкоком негативно коментарисали. Ким Новак, која је радила са Хичкоком на филму Вертиго, изјавила је: „Никада га нисам видела да се тако понаша према било коме. Зар мислите да ја не бих приметила да је он заиста био такав? Мислим да није у реду радити то некоме ко више није са нама и ко не може да се брани.” Новак је описала Хичкока као џентлмена и када су је новинари упитали зашто се није тако понашао према њој, одговорила је: „Можда једноставно нисам била његов тип”. Додала је да, с друге стране, не може ни да оспорава Типине тврдње.
Хедрен је у својим интервјуима неколико пута била упитана зашто је прихватила да држи говор на додели Награде АФИ за животно дело Хичкоку (1979) и зашто је присуствовала његовој сахрани. Објаснила је то на следећи начин: „Он ми је уништио каријеру, али ми није уништио живот. Тај период мог живота се тада завршио. И даље се дивим ономе што је некада био”. Додала је: „Успела сам да то раздвојим. Човека који је био уметник и оно што је урадио за кинематографију му се никада не може одузети, нити бих ја желела да то покушам. Али са друге стране, ту је била и она мрачна половина, која је била заиста ужасна”.

### Хичкокова освета и почетак неуспеха у каријери (1965—1981)
Након коначног прекида сарадње са Хичкоком он је урадио оно што јој је рекао — уништио јој је каријеру. Како је Хедрен касније сазнала, блокирао је њену номинацију за Оскара и учинио да се врло брзо нађе на црним листама бројних студија.
Први филм у коме се појавила после Марни био је Грофица из Хонгконга, последњи филм Чарлија Чаплина, са Марлоном Брандом и Софијом Лорен у главним улогама. Чаплин јој је рекао да јој нуди велику улогу у филму, да треба да тумачи лик Брандове отуђене жене и она је прихватила улогу, а да није ни прочитала сценарио. Међутим, када је стигла на снимање у Енглеску, коначно је добила цео сценарио и схватила да има нешто више од камео улоге. Питала је Чаплина зашто ју је лагао: „Сваки глумац на свету би пожелео да се појави у овом твом филму, чак и у најмањој улози и да му се не плати. Зашто ми само ниси рекао да је камео? Глумила бих у овом филму без обзира на све”. Он јој је одговорио: „Мислио сам да нећеш хтети да дођеш”. Хедрен је касније прокоментарисала да јој је Чаплинов одговор био „јако сладак” и да је он био веома паметан човек. Хедрен му је тражила да прошири улогу. Чаплин је желео да јој удовољи и мало проширио улогу, али је био ограничен пошто се већи део радње филма одвија на броду, на који се Хедренин лик укрцава тек пред крај филма. На крају, остала је у филму и прокоментарисала да је било веома забавно и чудно радити са Чаплином. Описала га је као веома озбиљног човека и рекла да воли његов начин режије. Касније је изјавила и следеће: „Волела бих да некоме буде дозвољено да уради документарац о њему. Начин на који је он режирао разликовао се од свих осталих редитеља са којима сам радила. Он би сам одглумио све сцене. Урадио би Софијин део, па Марлоновм, па мој и онда би рекао: Добро, сад можете ви. Али то је било немогуће, опонашати мајстора. Било је невероватно то што је радио. Нико од нас није могао верује. Једино је Марлон то мрзео”.
Након снимања Грофице из Хонгконга медији су Хедренину каријеру описали као „спектакуларну”. Својевремено је рекла репортерима: „Не желим да чекам у овом послу, али рад са Хичом и Чарлијем ми је био заиста посебан и сада ћу чекати да се појави још нешто посебно”. У 1968. потписала је уговор да ради драму о Америчком грађанском рату, Пет против Канзаса, али пројекат никада није био реализован. Касније исте године, почела је снимање филма Тигар по репу, у коме је тумачила лик Рите Армстронг, друштвене девојке која помаже свом дечку да ухвати убицу. У периоду 1970. и 1971. два пута је гостовала у ситкому Упознавање Едијевог оца. Пристала је да сними два јужноафричка филма, Сатанина жетва и Рат господина Кингстрита, који су снимани упоредно иако је три године разлике између њиховог премијерног приказивања. Током 1973. Хедрен је тумачила лик наставнице Маргарет Тенхаузен у филму Харадски експеримент, а поред ње у једној од главних улога био је Дон Џонсон, њен будући зет. Њена ћерка, Мелани Грифит такође се појавила у филму, накратко. Хедрен је изјавила да, по њој, филм говори о виталним темама и да може показати неке вредности поготово тинејџерима. Тада је признала да је често депресивна зато што се не појављује ни у једном већем филму и у једном магазину је изјавила: „Мој муж је управо престао да купује све магазине, зато што је осећао да би требало да пресечем све изворе свог незадовољства. Он је тип особе који не трпи лоше расположење”.
Заједно са ћерком, Мелани, тадашњим супругом, Ноелом Маршалом, и његовим синовима провела је наредних 11 година радећи на филму Роар у Африци. Њен супруг је добио идеју за снимање током боравка у Африци са Хедрен, док је она снимала два јужноафричка филма. Хедрен је касније изјавила: „Били смо одушевљени како су се људи прилагодили да живе тамо. Било је толико забавно да смо одмах знали да имамо идеју за филм”. Маршал је написао сценарио под оригиналним насловом Лавови, лавови и још лавова, да би касније био промењен у Роар.
Почели су снимање током 1974. и завршили га тек након 5 година. Снимање је било изузетно опасно пошто је већина сцена рађена са великим бројем лавова, који њихови инструктори нису могли увек да контролишу. Током снимања нико није настрадао и ниједна животиња није била повређена, али је више од 70 људи задобило тешке повреде. Хедрен је поломила ногу када ју је слон кога је јахала збацио. Један лав ју је ујео за врат и направио рану која је ушивена са 38 копчи. И њена ћерка је задобила тешке повреде. Имала је рану од 50 копчи на лицу и постојала је могућност да ће остати без ока, али се опоравила. У поплавама 1978 филмски сет је био уништен, а три лава која су глумила у филму су настрадала. Наредне године поново су претрпели велике губитке у шумским пожарима.
Филм је коначно имао светску премијеру у октобру 1981. Коштао је 17 000 000 $, а зарадио свега 2 000 000 $. Хедрен се након пар месеци развела од Маршала, а као један од главних разлога развода Маршалови синови су навели његово опхођење према Хедрениној ћерки Мелани, на снимању филма. Међутим, филм је ипак био прекретница у Хедренином животу пошто је након њега основала фондацију Роар и уточиште Шамбала.

### Касније улоге у мањим пројектима (1982—садашњост)
Након снимања филма у Африци, Хедрен је прихватала сваку, и најмању улогу у нискобуџетним филмовима, само како би обезбедила новац за своју фондацију и средства за одржавање Шамбала уточишта.
Заједно са Леслијем Нилсеном тумачила је главну улогу у филму Светлост лисичје ватре из 1982. У наредне две године појавила се у неколико телевизијских серија укључујући мистерију Харт Харту и хорор Приче са мрачне стране. Заједно са ћерком, Мелани Грифит, имала је камео улогу у пилот епизоди серије Алфред Хичкок представља, која је представљала модернизовану верзију Хичкокове серије из 1950-их. Имала је споредну улогу у филму Странац међу нама из 1990, у коме јој је партнер био Мајкл Китон, а главну улогу је тумачила њена ћерка. Исте године појавила се у 32 епизоде популарне телевизијске серије Одважни и лепи, за коју је изјавила да је посебно поносна што ће је имати у свом резимеу.
Почетком 1994. Хедрен се вратила у наставку свог најпознатијег филма, Птице, који носи наслов Птице 2: Крај копна, али није јасно да ли је њена улога иста као у оригиналу пошто јој је промењено име, а у појединим сценама се јасно алудира на њен лик Мелани Данијелс из оригинала. Међутим, Хедрен је била веома разочарана што није добила главну улогу и пре премијере признала следеће: „Волела бих да имам бар мало више од камео улоге. Мислим да сам направила огромну грешку. Али бар ми је помогло да нахраним своје лавове и тигрове”. На питање какво би било Хичкоково мишљење о филму, одговорила је: „Не желим ни да мислим о томе шта би он рекао!” У интервјуу из 2007, Хедрен је прокоментарисала филм: „Апсолутно је ужасан и ужасно ме је срамота што сам га урадила”.
У периоду између 1994. и 1996. Хедрен је имала гостујућу улогу у ситкому Настави да сањаш. Тада је изјавила: „Коначно сам добила прилику да радим комедију. Никада раније нисам глумила у комедији и пресрећна сам што сам коначно била у могућности да то урадим. Сви ме доживљавају као веома озбиљну глумицу и дугујем Џону Ландису (извршном продуценту) што ми је дао ову прилику.” Појавила се у улози Џесике Вис, активисткиње за права жена, у политичкој сатири Грађанка Рут из 1996. са Лором Дерн у главној улози. Након тога, Хедрен је са Билијем Зејном и Кристином Ричи тумачила главну улогу у црној комедији Пробудио сам се рано на дан своје смрти из 1998. Касније, Хедрен је филм описала као „невероватан” и изјавила: „Морам да кажем да стварно волим тај филм. Био је заиста јединствен и што се глуме тиче, због чињенице да нисам имала ниједан дијалог у њему. Био је потпуно, потпуно другачији”. Исте године, имала је гостујућу улогу у специјалној епизоди серије Болница Чикаго, која је била омаж Алфреду Хичкоку. Име њеног лика, Алфреда Перкинс, је спојено од имена Алфред Хичкок и Ентони Перкинс, главни глумац у Хичкоковом филму Психо.
После појављивања у бројним нискобуџетним филмовима у периоду 1999—2003, Хедре коначно добија значајнију улогу у комедији Дејвида О. Расела, Ја волим Хакабис. Тумачила је лик Мери Џејн Хачинсон, атрактивне старије госпође која удара шамар Џуду Лоу, у сцени у лифту. За редитеља, који има репутацију веома тешког за рад, изјавила је да је „потпуно откачен, али и веома интересантан. Имала сам успешну сарадњу са њим”. Додала је да има чудан начин режије, али је на крају све испало како треба. Поред ње и Луа, у водећим улогама филма налазиле су се бројне холивудске звезде попут, као што су: Дастин Хофман, Изабел Ипер, Џејсон Шварцман, Марк Волберг и Наоми Вотс.
Током 2006. Хедрен се појављивала у сапуници Кућа моде. Две године касније добила је гостујућу улогу у серији Место злочина: Лас Вегас. Заједно са ћерком појавила се у Васпитању за почетнике. Године 2011, накратко се вратила гласовној глуми којом се бавила и крајем 1990-их. Тумачила је лик краљице Хиполите у анимираној серији Бетмен: Храбар и одважан. У октобру 2012. објављен је филм Девојка, који говори о њеном проблематичном односу са Алфредом Хичкоком. У априлу 2013. имала је прилику да сарађује са Кортни Кокс на последњој епизоди четврте сезоне ситкома Кугар таун. Исте године појавила се у филму Повратак у Вавилон са Џенифер Тили у главној улози. Између 2015. и 2018. појавила се у неколико мањих филмова.
У мају 2018. Хедрен је као 88-годишњакиња постала ново заштитно лице италијанског модног бренда Гучи.

### Предстојећи пројекти
Хедрен је глумачки активна и у 10. деценији живота. Најављено је да ће заједно са Франком Нером тумачити главну улогу у филму Незаборавни. Снимање још увек није почело, а очекује се да ће се један део радње одигравати у Индији.

## Филмографија

### Филмови
| Улоге Типи Хедрен у филмовима |                                                |               |                         |                                     |
| Година                        | Српски назив                                   | Изворни назив | Улога                   | Напомена                            |
| 1950.                         | Лепа девојка                                   |               | девојка са кутијом леда |                                     |
| 1963.                         | Птице                                          |               | Мелани Данијелс         | Златни глобус за нову звезду године |
| 1964.                         | Марни                                          |               | Марни Едгар             |                                     |
| 1967.                         | Грофица из Хонгконга                           |               | Марта Мирс              |                                     |
| 1970.                         | Тигров реп                                     |               | Рита Армсронг           |                                     |
| 1970.                         | Сатанина жетва                                 |               | Марла Окс               |                                     |
| 1973.                         | Харадски експеримент                           |               | Маргарет Тенхаузен      |                                     |
| 1981.                         | Роар                                           |               | Маделина                |                                     |
| 1982.                         | Светлост лисичје ватре                         |               | Елизабет Морган         |                                     |
| 1989.                         | Смртоносне игре шпијунирања                    |               | Частити                 |                                     |
| 1990.                         | У хладној ноћи                                 |               | Клара                   |                                     |
| 1990.                         | Странац међу нама                              |               | Флоренс Питерс          |                                     |
| 1994.                         | Терезина тетоважа                              |               | Евелин Хил              |                                     |
| 1996.                         | Грађанка Рут                                   |               | Џесика Вис              |                                     |
| 1998.                         | Раскид                                         |               | мајка                   |                                     |
| 1998.                         | Пробудио сам се рано на дан своје смрти        |               | Мејлинда Остед          |                                     |
| 2004.                         | Развој генија                                  |               | Бејби                   |                                     |
| 2004.                         | Ја волим Хакабис                               |               | Мери Џејн Хачинсон      |                                     |
| 2005.                         | Последња конфедерација: Прича о Роберту Адамсу |               | гђа Адамс               |                                     |
| 2005.                         | Дијамантска нула                               |               | Еланор Кели             |                                     |
| 2008.                         | Њене морбидне жеље                             |               | Глорија                 |                                     |
| 2012.                         | Кола Џејн Менсфилд                             |               | Наоми Калдвел           | [ 115 ]                             |
| 2012.                         | Бесплатни узорци                               |               | Бети                    |                                     |
| 2013.                         | Повратак у Вавилон                             |               | гђа Пибоди              |                                     |
| 2015.                         | Дух и кит                                      |               | Типи                    |                                     |

### Телевизија
| Улоге Типи Хедрен на телевизији |                          |               |                           |                                               |
| Година                          | Српски назив             | Изворни назив | Улога                     | Напомена                                      |
| 1965.                           | Крафтов театар напетости |               | Ли Ен Викхејмер           | епизода Возови тишине                         |
| 1965.                           | Трчи за свој живот       |               | Џесика Брејден            | епизода Неко ко чини да се осећам лепом       |
| 1970—1971.                      | Упознавање Едијевог оца  |               | Сиси Драмонд-Рандолф      | 2 епизоде                                     |
| 1976.                           | Снажна жена              |               | Сузан Виктор              | епизода Канџе                                 |
| 1982.                           | Плави Питер              |               | саму себе                 | [ 116 ]                                       |
| 1983.                           | Харт Харту               |               | Лиза Атертон              | епизода Прогоњени Хартови                     |
| 1984.                           | Приче са мрачне стране   |               | Рут Андерсон              | епизода Муки и Пуки                           |
| 1985                            | Алфред Хичкок представља |               | конобарица                | епизода Човек са југа                         |
| 1988.                           | Хотел                    |               | Барбара Лиман             | епизода Дупло узимање                         |
| 1990.                           | Зелено јутро             |               | Арлин                     | телевизијски филм                             |
| 1990—1991.                      | Одважни и лепи           |               | Хелен Меклејн             | 32 епизоде                                    |
| 1991.                           | У врелини ноћи           |               | Анабела ван Берн          | епизода Покер лажљиваца                       |
| 1992.                           | Кроз очи убице           |               | гђа Белано                | телевизијски филм                             |
| 1993.                           | Пери Мансон              |               | Беверли Кортни            | телевизијски филм                             |
| 1994.                           | Птице 2: Крај копна      |               | Мелани Данијелс / Хелен   | телевизијски филм                             |
| 1994—1996.                      | Настави да сањаш         |               | Ди                        | понављајућа улога                             |
| 1997.                           | Авантуре из књиге врлина |               | Мадам Софрони / Моли Маус | глас, епизода Великодушност                   |
| 1998.                           | Болница Чикаго           |               | Алфреда Перкинс           | епизода Психодрама                            |
| 1998.                           | Нове Бетменове авантуре  |               | Дона Деј                  | глас, епизода Згодне сезоне                   |
| 1998.                           | Ивназија Америке         |               | гђа Макалистер            | 2 епизоде                                     |
| 2000.                           | Градић Провиденс         |               | Констанца Хеминг          | 3 епизоде                                     |
| 2001.                           | Соба кошмара             |               | вештица                   | епизода Игре страха                           |
| 2006.                           | Кућа моде                |               | Дорис Томпсон             | понављајућа улога                             |
| 2006.                           | 4400 (ТВ серија)         |               | Лили Тајлер               | епизода Нови свет                             |
| 2008.                           | Место злочина: Лас Вегас |               | Карен Розентал            | епизода Млади човек са рогом                  |
| 2009.                           | Тајна њене баке          |               | гђа Хенеси                | телевизијски филм                             |
| 2011.                           | Бетмен: Храбар и одважан |               | краљица Хиполита          | епизода Тријумвират терора                    |
| 2012.                           | Васпитање за почетнике   |               | Нана                      | епизода Ни идентичан ни довољно добар предлог |
| 2013.                           | Кугар таун               |               | саму себе                 | епизода Волите путовања                       |

## Утицај
Модна кућа Луј Витон је, као омаж Хедрен и Хичкоку, у 2006. објавила колекцију која представља модерну интерпретацију Хедрениног изгледа са почетка филма Марни. Њен изглед у филму Птице послужио је као инспирација модном дизајнеру, Билу Гејтену, за колекцију Џон Галијано јесен 2012.
Наоми Вотс је једном приликом изјавила да је интерпретација њеног лика у филму Булевар звезда (2001) инспирисана изгледом и перформансом Типи Хедрен у Хичкоковим филмовима. Вотс и Хедрен су касније имале прилику да раде заједно на филму Ја волим Хакабис (2004), али нису делиле ниједну сцену. Иза камере, упознао их је редитељ филма, Дејвид О. Расел. У једном од каснијих интервјуа Вотс је о Хедрен изјавила следеће: „Била сам поприлично фасцинирана њом. Сви људи око нас су нам говорили да смо сличне једна другој”.
Вотс се у марту 2008. сликала за часопис Vanity Fair обучена као Хедрен у филму Марни. У истом броју часописа сликала се и Џоди Фостер обучена као Мелани Данијелс, Хедренин лик у Птицама.
У Хичкоковој галерији у Лондону, налази се мозаик који приказује Хедрен у улози Мелани Данијелс.
Бројне лутке, укључујући и поједина издања Барбика, рађене су по узору на Хедренин изглед у Птицама.

## Уточиште Шамбала
У октобру 1981. Хедрен је као продуценткиња и главна глумица објавила филм Роар. На овом пројекту радила је са својим тадашњим супругом, Ноелом Марпалом, пуних 11 година, а осим њих двоје у филму се појављује и Типина ћерка Мелани Грифит. Пројекат је коштао 17 милиона долара, а у њему се појавио велики број афричких лавова. Хедрен је након снимања изјавила: „Ово је вероватно један од најопаснијих филмова које ће Холивуд икада видети.” и додала „Невероватно да нико није убијен”. Током снимања, Хедрен, Маршал и Мелани су једном приликом напали лавови; Јан де Бонт, директор фотографије, био је престрављен. Хедрен је касније била ко-сценариста документарца Мачке Шамбале (1985), у коме је говорила о искуству снимања у Африци.
Филм је зарадио само 2 милиона долара, чиме се могла покрити тек деветина буџета, а Хедрен је окончала свој брак са Маршалом већ наредне године. Међутим, Типи је искористила филм за оснивање непрофитне организације Roar Foundation и уточиште Шамбала за лавове и тигрове, лоцираног у Актону, на ивице пустиње Мохаве у Калифорнији. Хедрен живи у близини уточишта и обилази га једном месечно. У августу 2015, у интервјуу за магазин Ability објаснила је да нема контаката између људи и животиња, али и нагласила да су лавови и тигрови припитомљени пошто су још као младунчад били у склоништу. Хедрен је била оснивачица и председница Америчке асоцијације светилишта. Организација и даље постоји.
Преузела је бригу над лавом Антона Шандора Левеја, пошто су му власти Сан Франциска саопштиле да не може држати одраслог лава као љубимца у својој кући. Шамбала је постала нови дом и за два бенгалска тигра Мајкла Џексона, Сабуа и Трилер, пошто је он одлучио да затвори свој зоолошки врт у Лос Оливосу. Трилер је угинула 2012, од рака плућа. Њен брат, Сабу је и даље у Хедренином уточишту и, како је она изјавила, одличног је здравља. Хедрен је додала да Џексон никада није дошао да обиђе своје љубимце, нити јој је финансијски помогао.
Дана 3. децембра 2007. уточиште Шамбала доспело је на насловне стране, пошто је једног од запослених, Криса Ора, тешко повредио тигар по имену Александер. Неколико документараца је снимано о Шамбали, укључујући и 30-минутни филм Лавови: Краљеви Серенгетија (1995), у коме је наратор била Мелани Грифит, као и Живот великих мачака (1998), који је освојио награду Генесис за најбољи документарни филм године. Животиње из уточишта послужиле су као инспирација уметнице Ен Лондон, која је почела своју каријеру радећи за Типи.

## Аутобиографија
У новембру 2016. Хедрен је објавила своју аутобиографију под насловом Типи: Мемоари. У писању јој је помогла Линдси Харисон, а књигу је објавила компанија Вилијам Мороу.
У предговору књиге Хедрен је написала: „Било је крајње време да престанем да причам ту причу свима око себе и да је коначно испричам себи”.

Хедрен у књизи описује детаље односа са редитељем Алфредом Хичкоком, а поготово то како ју је злостављао и малтретирао на снимању филмова непосредно пре него што је одлучила да прекине сарадњу са њим. На промоцији књиге изјавила је: „Најгоре је када постанете опсесија неког за кога нисте заинтересовани. Постало је неподношљиво”. Једну од инцидентних ситуација са Хичкоком, у књизи је описала речима: 
„Изненада ме је зграбио и почео да ме додирује. Било је перверзно, било је одвратно. Што сам му се више опирала то је он постајао агресивнији.”
Књига је, као и филм Девојка, наишао на веома помешане реакције. Од оних који су јој честитали на храбрости да говори о томе, до оних који су је оптуживали за „блаћење славног редитеља”.
У једном од интервјуа током промоције, Хедрен је открила да је оригинални назив књиге био Отворена врата.

## Наследнице
Типина ћерка, Мелани Грифит, такође је позната холивудска глумица, а највише се прославила улогама у филмовима Запослена девојка (1988) и Лолита (1997). За улогу у Запосленој девојци награђена је Златним глобусом, као и њена мајка. Заједно са Типи појавила се у филму Роар (1981). Удала се за глумца Дона Џонсона.
Типина унука, Дакота Џонсон, наставила је породичну глумачку традицију. И она је награђена Златним глобусом 2006. године. Светску славу стекла је главном улогом у филму Педесет нијанси сиве. Типи је у једном интервјуу кроз смех изјавила да није погледала филм, а да га неће погледати ни Мелани ни Дон, јер би то било превише непријатно. Међутим, на премијери римејка култног хорора Дарија Арђента, Суспирија, Дакота (која тумачи главну улогу) се појавила управо са Типи, пошто је то жанр у коме се и њена баба прославила. Том приликом Дакота је изјавила: „Бака ми је највећа и најбоља критичарка.”

## Награде и признања
У досадашњој каријери, Хедрен је награђена са више од 40 награда и признања.
- 1964: Најперспективнија нова глумица по избору магазина
- 1964: Златни глобус за нову звезду године (поделила са Урсулом Андрес и Елке Зомер)[2]
- 1994: Награда за животно дело у Француској, на филмском фестивалу Синемалија у Бову
- 1995: Награда за животно дело у Шпанији, на фестивалу
- 1995: Годишња награда за хуманитарни рад Центра за животиње „Хелен Вудвард”
- 1996: Награда оснивача од Америчког удружења за заштиту животиња
- 1997: Награда Лав и јагње из дивљег раја
- 1999: Награда Жена од визије са фестивала Жене у филмовима у Вашингтону[135]
- 1999: Председничка медаља Универзитета Хофстра, за рад на филмовима[136]
- 1999: Хуманитарна награда са међународног филмског фестивала у Лас Вегасу[137]
- 2000: Награда Метод феста, независног филмског фестивала, за најбољу глумицу у краткој комедији, за филм
- 2002: Награда за најбољу глумицу за кратак филм Чај са баком од међународног независног филмског фестивала у Њујорку
- 2003: Звезда на Холивудској стази славних[2]
- 2003: Годишња награда фестивала Жене Лос Анђелеса — У част женама
- 2004: Награда Шапа за животно дело[138]
- 2004: Награда за најбољу глумицу, у филму Башта ружа, од телевизијског фестивала у Лос Анђелесу
- 2004: Награда Адвокат права животиња, Уметничког филмског фестивала
- 2005: Награда Животно наслеђе[139]
- 2006: Годишња награда Дино од Природно-историјског музеја у Лос Анђелесу
- 2007: Награда за животно дело филмског фестивала [140]
- 2007: Награда „Жил Верн” — прва годишња награда са Авантуристичког филмског фестивала у Лос Анђелесу
- 2008: Награда на другом филмском фестивалу Академије уметности[141]
- 2008: „Жил Верн” — Легендарна награда
- 2008: Награда Теспијан - Међународни филмски фестивал жена у Лос Анђелесу[142]
- 2009: Награда Када жена нешто жели, она ће то и урадити! од женског клуба у Холивуду
- 2009: Прва награда за животно дело у уметности, од Workhouse-а
- 2009: Звезда на Стази славних испред театра у Оринди[8]
- 2010: Награда за животно дело на 24. додели награда Генесис, у организацији Хуманог друштва[143]
- 2010: Награда Храбро срце[144]
- 2010: Награда [145]
- 2011: Награда за животно дело од Холивудске дворане на 90. годишњој инсталацији и додели награда[146]
- 2011: Награда Жене, заједно од Уједињених нација[146]
- 2011: Вијетнамско-америчка награда Marton Saint организације [146]
- 2011: Награда Омни за хуманитарни рад у каријери[147]
- 2012: Почасни мајстор финих уметности од филмске академије у Њујорку[148]
- 2012: Награда Велико достигнуће каријере на филмском фестивалу [149]
- 2013: Награда Задужбина стила [30]
- 2013: Награда Људи помажу људима
- 2014: Награда за животно достигнуће са филмског фестивала у Бел Еру[150]
- 2014: Специјална награда од женског клуба у Актону
- 2014: Визионарска награда од Женске међународне филмске и телевизијске фондације
- 2015: Кореографија жеље — Омаж Типи Хедрен са филмског фестивала у Бечу Архивирано на веб-сајту  (4. септембар 2015)
- 2015: Награда Веруј, постигни, надјачај[151]
- 2017: Награда Waggy од фондација Tailwaggers[152]
- 2017: Награда Икона[153]
- 2018: Награда Пријатељ за цео живот од уточишта за животиње [154]